# Peter Gillam
Peter Gillam, född 2 januari 1956, är en brittisk bågskytt. Han deltog vid olympiska sommarspelen 1984.